# اتحادیه گمرکی عرب
اتحادیه گمرکی عرب (به عربی: الاتحاد الجمركي العربي) یک اتحادیهٔ گمرکی است که در سال ۲۰۰۹ در جریان اجلاس توسعه اقتصادی و اجتماعی سران اتحادیه عرب در کویت معرفی شد. قرار بود این اتحادیه تا سال ۲۰۱۵ عملیاتی شود و یک بازار مشترک عربی هم تا سال ۲۰۲۰ ایجاد گردد تا تجارت و اختلاط بازارهای عربی در اتحادیه عرب سرعت گیرد.
قطعنامه اتحادیه گمرکی عرب شامل ۱۷ فصل و ۱۷۹ اصل است و روابط تجاری میان جهان عرب را تنظیم می‌کند. یکی از اهداف این اتحادیه افزایش تجارت و سرمایه‌گذاری متقابل میان کشورهای عربی است.